# Avril 1764
Cette page présente les faits marquants du mois d'avril 1764.

## Événements
- 5 avril : Sugar Act (taxation du sucre par les Britanniques[1]).
  - Colonies britanniques : La métropole, qui a contracté des emprunts pour assurer la défense des colonies, entend faire payer une partie de ses dettes par les colonies et adopte des mesures fiscales entre avril 1764 et mai 1765 : prohibition du sucre antillais, entretient de 10 000 hommes de troupe, droits de timbre frappant les actes notariés et les journaux.